# بارش (فیلم)
بارش یا باران (به هندی: Baarish) فیلمی هندی محصول سال ۱۹۵۷ و به کارگردانی شانکار موکرجی است. در این فیلم بازیگرانی همچون دو آناند، نوتان، لالیتا پاوار، نانا پالشیکار و محمود ایفای نقش کرده‌اند.